# Beichuan Qiang
Beichuan Qiang (Chinês tradicional: 北川羌族自治县; Pinyin: Běichuān Qiāngzú Zìzhì Xiàn) é um município autônomo da China em Mianyang, Sujuão, China.
 Sua área é de 2867.83 km² com uma população de 160,000 em 2004. Estima-se que 80% dos prédios caíram durante o terremoto de Sujuão de 12 de maio de 2008.

## LinkExterna
- Official Website do município de Beichuan